# Hadassa Hirschfeld
Hadassa Hirschfeld (Utrecht, oktober 1951) is een Nederlandse geschiedkundige die zeer is begaan met de staat Israël, de bestrijding van het antisemitisme - in het bijzonder datgene dat betrekking heeft op de Holocaust en het naoorlogse antisemitisme - alsmede de bestrijding van racisme en discriminatie in het algemeen en de voorlichting hierover aan met name de jeugd.
Hirschfeld komt uit een Joods gezin dat de Jodenvervolging uit de Tweede Wereldoorlog heeft overleefd. Haar vader zat gevangen in de concentratiekampen Theresienstadt en Auschwitz en haar moeder was ondergedoken, de meeste andere familieleden verloren het leven. In 1987 voltooide zij een studie geschiedenis aan de Universiteit van Amsterdam met als afstudeeronderwerp Ontkenning van de Holocaust.
Van 1987 tot 2007 was zij in dienst van het Centrum Informatie en Documentatie Israel (CIDI), eerst als documentaliste en vanaf 1991 als adjunct-directrice. Als medewerkster van het CIDI was zij verantwoordelijk voor de op haar initiatief elk jaar uitgebrachte rapportage Antisemitische incidenten in Nederland. In haar afscheidsrede sprak zij de vrees uit dat de Holocaust als 'moreel ijkpunt' uit het zicht dreigt te raken door de toename van antisemitische ontsporingen gepaard gaande met onverschillige reacties hierop. Daarnaast was en is zij werkzaam (als voorzitter) bij de Stichting Interculturele Alliantie (SCA) en zit zij in het bestuur van het door haar toedoen tot stand gekomen Joods-Marokkaans Netwerk Amsterdam (JMNA). Eveneens bekleedt zij het vicevoorzitterschap van de Nederlandse afdeling van het European Network Against Racism (ENAR) en is zij bestuurslid van het Joods Hospice Immanuel te Amsterdam.
Hirschfeld houdt zowel in binnen- als buitenland vaak spreekbeurten over de onderwerpen die in de inleiding zijn genoemd. Zo maakte zij in 2001 deel uit van de ngo-delegatie van Nederland op de wereldconferentie tegen racisme, die door de Verenigde Naties in de Zuid-Afrikaanse stad Durban werd gehouden.
In 2009 voerde ze als liberaal-joodse de lijst aan van Kol Chadasj, een joodse partij speciaal bestemd voor de vierjaarlijkse verkiezingen van de Raad van de orthodox-joodse Nederlands-Israëlietische Hoofdsynagoge (NIHS). Daar Kol Chadasj met negen zetels als overwinnaar uit de bus kwam, is zij sindsdien lid van de Raad (het is voor het eerst dat er vrouwen in zitten).

## Werk
- Kernpunten van het Israëlisch-Palestijns conflict, 2011, 170 p., Aspekt, Soesterberg, ISBN 978-94-615-3077-6